# Ottilie Assing
 (janvier 2021).
Ottilie Davida Assing (11 février 1819 - 21 août 1884) est une féministe et abolitionniste allemande.